# Nävragöl
Nävragöl est une localité de Suède dans la commune de Karlskronaen, dans le comté de Blekinge. En 2010, la population était de 210 habitants.